# Сел
Вижте пояснителната страница за други значения на Сел.
Сел (на френски: Celles) е селище в Югозападна Белгия, окръг Турне на провинция Ено. Населението му е около 5400 души (2006).